# 意大利语人名
意大利语人名为两节，名字（義大利語：nome）在前，姓氏在后，但在官方文档中也有前置姓氏的做法。名字可以有多个，因此意大利人名不一定只有两个单词。
意大利人名的名姓双结构趋于固定，和历史上更复杂的古罗马命名习俗差别很大。

## 名字
意大利人的名字一般来源于天主教圣人，取名时可参照羅馬天主教聖人曆，选取其中命名日所对应的圣人名。幼儿一般在受洗时取名。名字可以有多个，但仅常用其中一个。
常见的名字都有着比较易于辨识的结尾元音字母，男子名如：
- 以-o结尾：阿尔贝托（Alberto）、阿莱西奥（Alessio）、亚历山德罗（Alessandro）、安杰洛（Angelo）、安塞尔莫（Anselmo）、安东尼奥（Antonio）、布鲁诺（Bruno）、贝纳尔多（Bernardo）、卡洛（Carlo）、克里斯蒂亚诺（Cristiano）、克劳迪奥（Claudio）、达米亚诺（Damiano）、达里奥（Dario）、多梅尼科（Domenico）、恩里科（Enrico）、恩佐（Enzo）、欧金尼奥（Eugenio）、埃齐奥（Ezio）、法布里齐奥（Fabrizio）、菲利波（Filippo）、费德里科（Federico）、弗朗切斯科（Francesco）、佛朗哥（Franco）、弗拉维奥（Flavio）、加埃塔诺（Gaetano）、根纳罗（Gennaro）、乔治（Giorgio）、朱利亚诺（Giuliano）、格雷戈里奥（Gregorio）、洛伦佐（Lorenzo）、马尔科（Marco）、马里奥（Mario）、马蒂诺（Martino）、马西莫（Massimo）、马泰奥（Matteo）、毛里齐奥（Maurizio）、毛罗（Mauro）、内维奥（Nevio）、诺尔贝托（Norberto）、奥塔维亚诺（Ottaviano）、保罗（Paolo）、彼得罗（Pietro）、里卡多（Riccardo）、罗贝托（Roberto）、西尔维奥（Silvio）、斯特凡诺（Stefano）、托马索（Tommaso）、翁贝托（Umberto）、瓦伦蒂诺（Valentino）、温琴佐（Vincenzo）、维托里奥（Vittorio）等。
- 以-e结尾：阿基莱（Achille）、艾莫内（Aimone）、阿尔切斯特（Alceste）、阿尔西德（Alcide）、阿米尔卡雷（Amilcare）、阿明托雷（Amintore）、安尼巴莱（Annibale）、阿波洛内（Apollone）、阿里斯托泰莱（Aristotele）、阿廖丹特（Ariodante）、阿斯托雷（Astore）、巴尔达萨雷（Baldassarre）、贝佩（Beppe）、卡尔米内（Carmine）、切萨雷（Cesare）、克莱门特（Clemente）、达尼埃莱（Daniele）、丹特（Dante）、达维德（Davide）、埃马努埃莱（Emanuele）、埃尔科莱（Ercole）、埃托雷（Ettore）、费利切（Felice）、加布里埃莱（Gabriele）、加斯帕雷（Gaspare）、加斯托内（Gastone）、真蒂莱（Gentile）、贾科贝（Giacobbe）、焦苏埃（Giosuè）、朱塞佩（Giuseppe）、莱昂内（Leone）、马尔特（Marte）、梅尔基奥雷（Melchiorre）、米凯莱（Michele）、纳坦尼埃莱（Nataniele）、奥多内（Oddone）、奥托内（Ottone）、帕斯夸莱（Pasquale）、拉法埃莱（Raffaele）、萨洛莫内（Salomone）、萨尔瓦托雷（Salvatore）、萨穆埃莱（Samuele）、桑特（Sante）、希皮奥内（Scipione）、西莫内（Simone）、乌利塞（Ulisse）、维塔莱（Vitale）、维托雷（Vittore）等。
- 以-i结尾：迪奥尼吉（Dionigi）、詹尼（Gianni）、乔瓦尼（Giovanni）、路易吉（Luigi）、南尼（Nanni）、拉涅里（Ranieri）等。
- 以-a结尾：安德烈亚（Andrea）、巴蒂斯塔（Battista）、埃利亚（Elia）、埃内亚（Enea）、埃万杰利斯塔（Evangelista）、卢卡（Luca）、马蒂亚（Mattia）、尼古拉（Nicola）。

以辅音结尾的名字通常不是意大利语，如克里斯蒂安（Cristian）、伊戈尔（Igor）、伊万（Ivan）、洛里斯（Loris）、奥斯卡（Oscar）、瓦尔特（Walter/Valter）等。
女子名字，举例如：
- 以-a结尾：阿德里安娜（Adriana）、安杰拉（Angela）、阿妮塔（Anita）、安娜（Anna）、阿里安娜（Arianna）、奥罗拉（Aurora）、贝尔塔（Berta）、贝蒂娜（Bettina）、卡拉（Carla）、科琳娜（Corinna）、克里斯蒂安娜（Cristiana）、迪安娜（Diana）、埃莱娜（Elena）、埃莉莎（Elisa）、欧金尼娅（Eugenia）、法布里齐娅（Fabrizia）、费德丽卡（Federica）、弗朗切斯卡（Francesca）、加布里埃拉（Gabriella）、詹娜（Gianna）、焦万娜（Giovanna）、朱利亚娜（Giuliana）、伊拉里亚（Ilaria）、伊莎贝拉（Isabella）、拉维尼娅（Lavinia）、洛雷达娜（Loredana）、露西娅（Lucia）、卢克雷齐娅（Lucrezia）、路易莎（Luisa）、马达莱娜（Maddalena）、玛丽亚（Maria）、玛蒂娜（Martina）、玛西玛（Massima）、尼科莱塔（Nicoletta）、奥利维娅（Olivia）、奥尔内拉（Ornella）、保拉（Paola）、帕特里齐娅（Patrizia）、皮耶拉（Piera）、罗贝塔（Roberta）、萨拉（Sara）、西蒙娜（Simona）、西尔维娅（Silvia）、索菲娅（Sofia）、斯泰拉（Stella）、特蕾莎（Teresa）、维多利亚（Vittoria）、维维安娜（Viviana）、扎里娜（Zarina）、齐塔（Zita）等。
- 以-e结尾：阿德莱德（Adelaide）、阿代莱（Adele）、阿涅塞（Agnese）、阿莉切（Alice）、贝亚特里切（Beatrice）、贝雷妮切（Berenice）、杰尔特鲁德（Geltrude）、伊雷妮（Irene）、玛蒂尔德（Matilde）、拉凯莱（Rachele）、韦内雷（Venere）等。
- 以-i结尾：诺埃米（Noemi）等。
- 以辅音结尾，通常是外语名：尼韦斯（Nives）、劳伦（Lauren）、埃斯特（Ester）等。

一些名字的结尾字母带有重音符号，如尼科洛（Niccolò）、焦苏埃（Giosuè）。
几乎每个名字都有一个对应的指小形式，带有指小词缀，如-ino/-ina，-etto/etta，-ello/-ella，-uccio/-uccia。举例：保罗（Paulo）和保拉（Paola）对应保利诺（Paolino）、保莱托（Paoletto）和保莉娜（Paolina）、保莱塔（Paoletta）；多纳托（Donato）和多娜塔（Donata）对应多纳泰洛（Donatello）和多纳泰拉（Donatella）；圭多（Guido）对应圭杜乔（Guiduccio）。另外，-uzzo/-uzza，如桑塔（Santa）对应的桑图扎（Santuzza），是来自西西里语的词缀。
意大利比较常见的名字列举如下：
- 男子名：马尔科（Marco）、亚历山德罗（Alessandro）、朱塞佩（Giuseppe）、弗拉维奥（Flavio）、卢卡（Luca）、乔瓦尼（Giovanni）、罗贝托（Roberto）、安德烈亚（Andrea）、斯特凡诺（Stefano）、安杰洛（Angelo）、弗朗切斯科（Francesco）、马里奥（Mario）、路易吉（Luigi）。
- 女子名：安娜（Anna）、玛丽亚（Maria）、莎拉（Sara）、劳拉（Laura）、奥罗拉（Aurora）、瓦伦蒂娜（Valentina）、朱莉娅（Giulia）、罗莎（Rosa）、詹娜（Gianna）、朱塞平娜（Giuseppina）、安杰拉（Angela）、焦万纳（Giovanna）、索菲娅（Sofia）、斯泰拉（Stella）。

除了基督教的来源外，源于古罗马名字（praenomina）的人名较少，这和古罗马名字的数量本就较少有一定关系。马尔科（Marco）是一个例子，来源于罗马人名马库斯（Marcus）；然而有不少现代意大利名字是源于古罗马的氏族名（nomina），如埃米利奥（Emilio）、瓦莱里奥（Valerio）、克劳迪奥（Claudio）、奥拉齐奥（Orazio）、法比奥（Fabio）、弗拉维奥（Flavio）分别来自埃米利乌斯（Aemilius）、瓦莱里乌斯（Valerius）、克劳狄乌斯（Claudius）、奥拉蒂乌斯（Horatius）、法比乌斯（Fabius）、弗拉维乌斯（Flavius）。
当存在多个名字且靠前者为乔瓦尼（Giovanni）或彼得罗（Pietro）时，经常简写为Gian-和Pier-，和后续部分组合，如詹卡洛（Giancarlo）、詹弗兰科（Gianfranco）、詹卢卡（Gianluca）、詹路易吉（Gianluigi）、詹马里亚（Gianmaria）、詹保罗（Giampaolo / Gianpaolo）、詹皮耶罗（Giampiero / Gianpiero）、詹巴蒂斯塔（Giambattista）、皮耶兰杰洛（Pierangelo）、皮耶兰托尼奥（Pierantonio）、皮耶弗兰科（Pierfranco）、皮耶路易吉（Pierluigi）、皮耶马里亚（Piermaria）、皮耶保罗（Pierpaolo）等等。
绝大部分意大利名字都是分男女性别的，不分性别的名字很罕见，如切莱斯特（Celeste）。不过女名玛丽亚（Maria）却常常作为男子的第二个名字，如詹马里亚、卡洛·马里亚（Carlo Maria）、安东·马里亚（Anton Maria）等。

## 姓氏
意大利共有超过35万个姓氏，是世界上拥有姓氏最多的国家。意大利人自古罗马时代就广泛使用世袭姓氏，仅奴隶没有姓氏。然而古罗马命名习俗在中世纪陷入失传，非贵族人大多丢失了世袭姓氏，到1450年前后才重新以父名、庄园或封地名作为姓氏。
1564年的特利騰大公會議规定必须同时登记教徒的名和家族名（cognome，也即姓氏）。
很多意大利语姓氏以复数词尾“-i”结尾，这是因为在中世纪时，意大利人习惯以先祖名字的复数形式作为自己的家族名。例如来自奥尔曼诺家族（gli Ormanni，先祖名Ormanno）的菲利波（Filippo），在中世纪时就称呼为奥尔曼尼家族的菲利波先生（signor Filippo degli Ormanni）。随时间推移，表示所属关系的介词（如上例之“degli”）在姓名的表达中逐渐弃用，仅留下带复数后缀的姓氏。因此，上例在现代简化成为菲利波·奥尔曼尼（Filippo Ormanni）。
除此之外，还有姓氏以指小、指大等的昵称后缀结尾（这些姓氏也同时有以-i结尾的复数形式）：
- -ello/illo/etto/ino：指小，如贝尔纳代洛（Bernardello）、韦托雷洛（Vettorello）、扬努奇洛（Iannuccillo）、博尔托莱托（Bortoletto）、贝尔纳迪诺（Bernardino）、拉韦利诺（Ravellino）、韦尔迪诺（Verdino）
- -one/ne：指大，如曼焦内（Mangione）、贝洛内（Bellone）、卡波内（Capone）、帕斯特内（Pastene）、曼托内（Mantone）、瓦洛内（Vallone）
- -accio/azzo/asso：贬称[11]，如博卡乔（Boccaccio）、泰拉佐（Terrazzo）、瓦拉索（Varasso）

一些姓氏的后缀来源于地方语言：
- 威尼托大区：-asso，-ato/ati，以及元音l，n，r。例如科隆萨索（Colonsasso）、佐卡拉托（Zoccarato）、卡维纳托（Cavinato）、布龙巴尔（Brombal）、博尔丁（Bordin）、梅内金（Meneghin）、佩林（Perin）、佩龙（Peron）、弗兰切斯孔（Francescon）、扎农（Zanon）、凡东（Fanton）
- 西西里岛：-aro，-isi，-osso，如卡瓦拉罗（Cavallaro）、罗西（Rosi）、罗索（Rosso）
- 伦巴第大区和皮埃蒙特大区：-ago/ghi（来自凯尔特语），-engo/enghi（来自日耳曼语），如奥尔纳吉（Ornaghi），韦尔嫩戈（Vernengo）、马丁嫩戈（Martinengo）、焦尔达嫩戈（Giordanengo）、兰贝滕吉（Lambertenghi）
- 伦巴第大区：-ate/ati/atti，如卢纳蒂（Lunati）、博纳蒂（Bonatti）、莫拉蒂（Moratti）、奥尔萨蒂（Orsatti）
- 皮埃蒙特大区：-ero，-audi，-asco，-zzi，-anti，-ini，如费雷罗（Ferrero）、兰包迪（Rambaudi），博纳齐（Bonazzi），桑蒂（Santi），巴尔多维尼（Baldovini）
- 弗留利：-otti/utti，-t，如博尔托洛蒂（Bortolotti）、帕斯库蒂（Pascutti）、科杜蒂（Codutti）、里格纳特（Rigonat）、雷特（Ret）
- 托斯卡纳大区：-ai，-aci/ecci/ucci，如博拉伊（Bollai）、巴尔杜奇（Balducci）、马尔塔奇（Martaci）
- 撒丁岛：-u，-as，-is，来自薩丁尼亞語，如普谢杜（Pusceddu）、卡代杜（Cadeddu）、斯基鲁（Schirru）、马拉斯（Marras）、阿尔焦拉斯（Argiolas）、弗洛里斯（Floris）、梅利斯（Melis）、阿比斯（Abis）
- 卡拉布里亚大区：-ace，如斯托拉切（Storace）、韦尔萨切（Versace）
- 坎帕尼亚大区：-iello，如博列洛（Borriello）、阿耶洛（Aiello）、曼加涅洛（Manganiello）
- 阿布鲁佐大区：-us，-is，-iis，源于传统的古罗马拉丁语名，如德桑克蒂斯（De Sanctis），德劳伦蒂斯（De Laurentiis）[12]

源自地名或地理事物名，指示出身的姓氏，如：
- 地理事物名，如德拉瓦莱（della Valle，来自谷地），蒙塔尼亚（Montagna，山地），拉波尔塔（la Porta，大门），丰塔纳（Fontana，泉水），托雷格罗萨（Torregrossa，高塔）
- 特定地名，如D'Abbruzzo（达布鲁佐，来自阿布鲁佐），贝内文塔诺（Beneventano，来自贝内文托），阿尔巴内西（Albanesi，来自阿尔巴尼亚），博洛涅塞（Bolognese，来自博洛尼亚），米拉内西（Milanesi，来自米兰），纳波利塔诺（Napolitano，来自那不勒斯），罗马尼奥利（Romagnoli，来自罗马涅），罗马纳（Romana，来自罗马）

取自职业的姓氏，指示先祖从事的职业，如
- 职业名：帕斯托雷（Pastore，牧羊人），塔利亚布埃（Tagliabue，屠牛者），帕萨拉夸（Passalacqua，水手）
- 职业相关物品（轉喻职业）：扎帕（Zappa，锄头，代表农夫），德莱法韦（Delle Fave，豆子，代表杂货商），马尔泰利（Martelli，锤子，代表木匠），泰纳利亚（Tenaglia，钳子，代表铁匠），法里纳（Farina，面粉，代表面包师），福尔尼（Forni，烤炉，代表厨师）

还有一些姓氏本身来自昵称，原本指一些外形或习惯特征。例如罗西（Rossi，红发），巴索（Basso，矮子），卡波拉索（Caporaso，光头），帕帕拉尔多（Pappalardo，食猪油者，指自称虔诚却在斋戒时分食肉的人）。
有的姓氏保留了拉丁语形式，如桑托鲁姆（Santorum）、德尤利斯（Juliis）、德劳伦蒂斯（De Laurentiis）。

## 冠词
传统上，如果以姓氏单指某人，需要前缀冠词，大部分时候使用“il”，元音前使用“l'”，有时还使用“lo”，这一规则在托斯卡纳很普遍。如若以姓氏略称马里奥·鲁索（Mario Russo），写作il Russo。当今有建议指应仅在或主要在历史姓氏上使用冠词，如l'Ariosto，il Manzoni等。北意大利部分地区还有在名字前缀上冠词的用法，女子名尤其常用，如la Maria，la Gianna等；除非在语境中指代的女子并不为人所知。在女子姓氏前冠上冠词的做法也比男子姓氏更普遍。
贵族家族的姓氏不使用冠词，如法尔内塞家族、科尔纳罗家族等；显然源自外语（包括拉丁语）的姓氏也不使用冠词。
这一习俗和希腊语相似。17世纪，这一习俗传入法国，尤其流行于当时的法语文艺界，如以le Poussin指代尼古拉·普桑。